# Zitrone

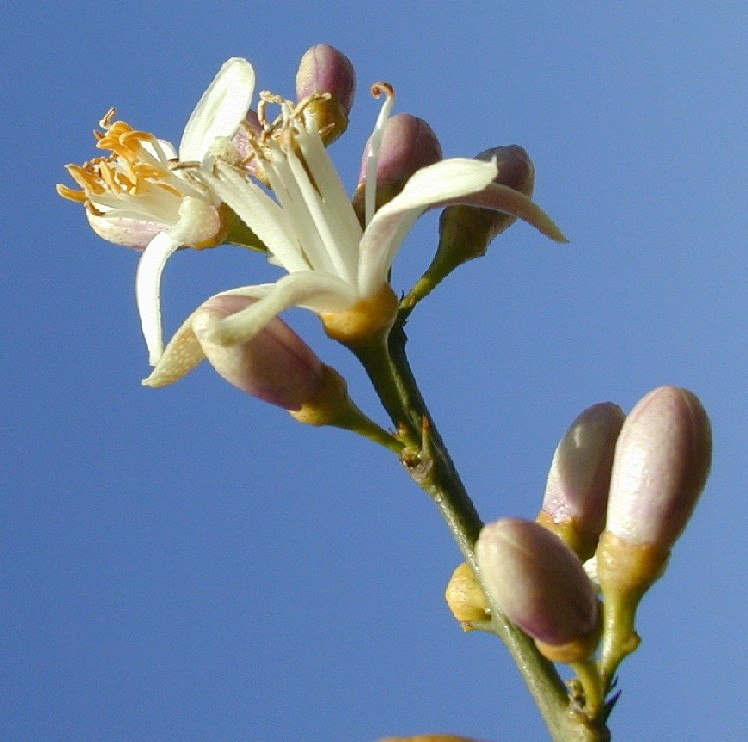
Zitronenblüte

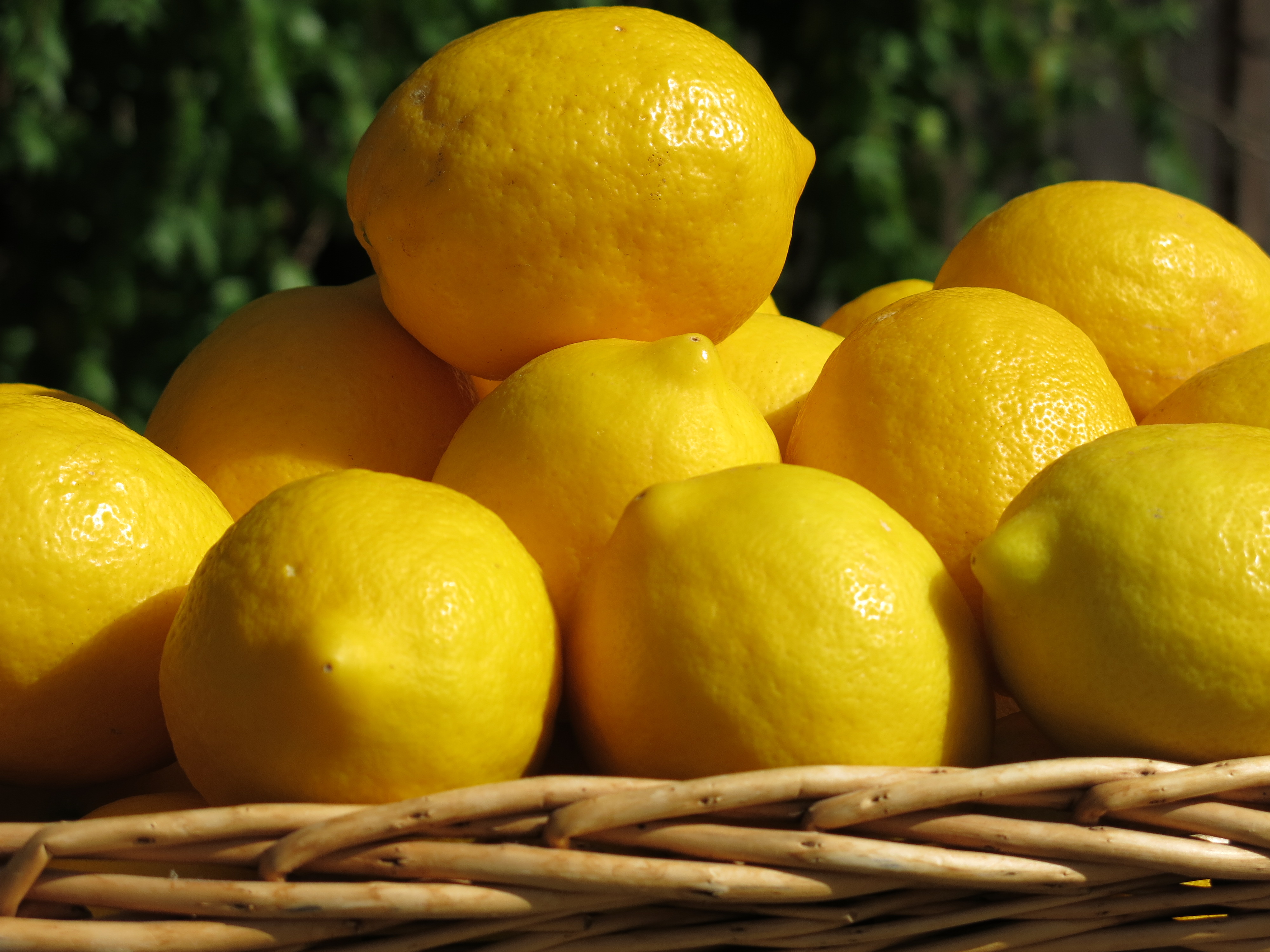
Meyers Zitrone (Citrus × meyeri)

Die Zitrone (von Italienisch citrone) oder Limone (von Persisch līmūn „Zitrone“) ist die etwa faustgroße Frucht des Zitronenbaums (Citrus × limon) aus der Gattung der Zitruspflanzen (Citrus). Es handelt sich um eine Gruppe von Sorten, die aus einer Kreuzung zwischen Bitterorange (Citrus × aurantium) und Zitronatzitrone (Citrus medica) entstanden ist, wahrscheinlich im Norden Indiens. Um das Jahr 1000 sind erste sichere Nachweise sowohl in China als auch im Mittelmeerraum zu finden.
Die immergrünen Bäume bringen länglich-ovale Früchte (die Zitronen) mit gelber oder grün-gelber Schale hervor. Das saftige, saure Fruchtfleisch enthält rund 3,5–8 % Zitronensäure und viel Vitamin C. Aus Zitronen werden Saft, Zitronensäure, ätherisches Öl und Pektin gewonnen.

## Etymologie und Wortgeschichte
Das Wort „Zitrone“ entstand im Deutschen vor der Mitte des 16. Jahrhunderts aus italienisch citrone unter Einfluss von französisch citron. Der lateinische Name citrus (im 16. Jahrhundert deutsch Citronenbaum) als Bezeichnung für den Baum gilt als Entstellung aus cedrus (Zeder), denn das Wort für die Frucht (im 16. Jahrhundert auch Citronapfel) geht zurück auf griechisch kedrómēlon („Zedernapfel“, Bezeichnung der Zitronatzitrone) in Bezug auf den Duft.
Der Name Zitrone (lateinisch neben citrus auch citrum) bezog sich früher auf die Zitronatzitrone. Erst im späten Mittelalter wurde der Name in einigen Sprachen auf die Zitrone übertragen. 
In anderen Sprachen wie Englisch bezieht sich die Bezeichnung citron jedoch immer noch auf die Zitronatzitrone, während die Zitrone mit dem aus dem Arabischen entlehnten Wort lemon bezeichnet wird. Das Wort Limone war jedoch auch in der deutschen Sprache über Jahrhunderte eine weit verbreitete Bezeichnung für die Zitrone und ist es in einigen Regionen Österreichs immer noch. Das aus der französischen Sprache entlehnte Wort Limonade bezeichnete ursprünglich ausschließlich ein Erfrischungsgetränk aus Zitronen. Zum Teil wird das Wort Zitrone auch als Sammelbezeichnung für die sauer schmeckenden Zitrusfrüchte Limone, Zitronatzitrone und Limette verwendet.

## Beschreibung
Die Zitrone wächst als kleiner bis mittelgroßer, immergrüner Baum. Im Vergleich zu anderen Zitruspflanzen sind sie raschwüchsig und groß. Vor allem junge Triebe sind mit kleinen, dünnen Dornen besetzt. Der Austrieb ist rötlich, auch die Knospen sind rosa, die ansonsten weißen Blütenblätter auf der Unterseite rosa bis violett.
Die Laubblätter sind länglich-oval bis breit lanzettlich, zugespitzt, am Rand leicht gesägt oder gekerbt. Der Blattstiel ist etwas verbreitert (geflügelt), die Blattspreite ist deutlich vom Blattstiel abgesetzt (unifoliates Blatt).
Die bisweilen faulig duftenden Blüten erscheinen verteilt über das ganze Jahr in wenigblütigen Blütenständen. Sie haben einen Durchmesser von etwa 20 bis 30 Millimetern und bestehen aus fünf verwachsenen Kelchblättern sowie fünf freien Blütenblättern. Der Fruchtknoten ist dick zylinderförmig und geht in den Griffel über. Die 20 bis 40 Staubblätter sind mit den Staubfäden zu mehreren Gruppen verwachsen.
Die Bestäubung erfolgt in der Regel durch Insekten, aber auch Windbestäubung und Selbstbefruchtung durch direkten Kontakt der Staubblätter mit der Narbe sind bei Citrus häufig anzutreffen. Durch Parthenokarpie, also Frucht ohne Befruchtung, kommt es zu samenlosen Früchten, aber auch, weil Citrus zum Teil pollensteril ist oder die Narbe nicht fruchtbar ist. Häufig treten Blüten auf, bei denen das Gynoeceum verkümmert ist, die also funktional männlich sind.

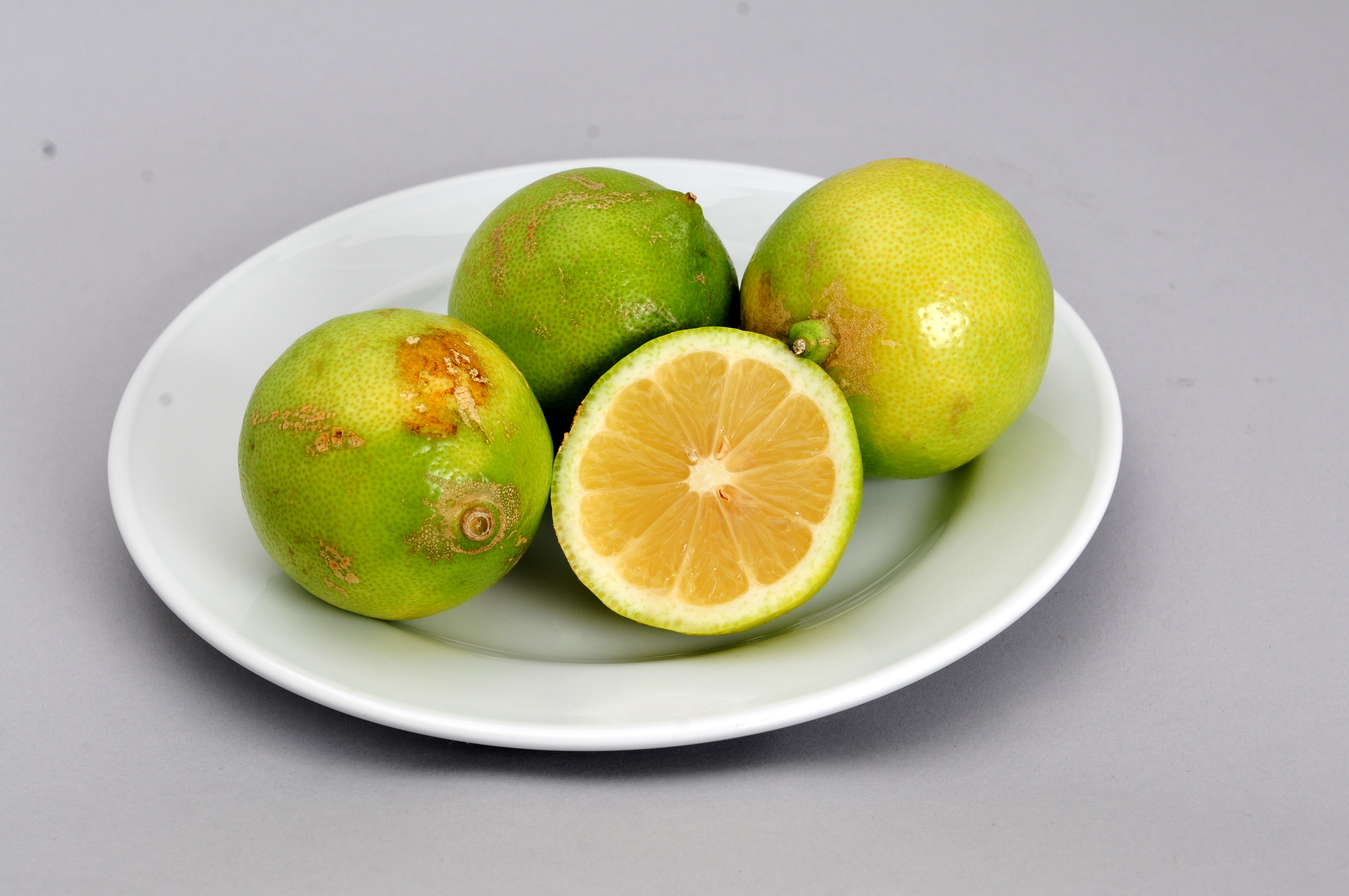
Unbehandelte Zitronen

Die Frucht (Hesperidium) besteht aus acht bis zehn Segmenten, die mit hellgelben Saftschläuchen gefüllt sind. Jedes Segment ist von einem dünnen Häutchen (Endokarp) umgeben, die ganze Frucht von einer zweigeteilten Schale. Die innere Schicht der Schale ist weiß (Mesokarp, Albedo), die äußere bei der Reife grün (Exokarp, Flavedo), in subtropischen Gebieten im Winter auch gelb. Zitronen, die in Europa auf den Markt kommen, wurden meist behandelt, so dass die Schalen immer gelb sind. In der Schale sitzen zahlreiche Öldrüsen, sie verströmt einen aromatischen Duft. Auch den Blättern ist der typische Zitronengeruch eigen. An der Spitze der Frucht befindet sich meist eine kleine Ausstülpung. Die Samen sind relativ klein, glatt und zugespitzt. Im Innern sind sie weiß. Etwa 10 bis 15 % der Samen sind polyembryonisch.
Die Chromosomenzahl beträgt 2n = 18.

## Europäische Anbau- und Küchengeschichte
Seit dem 13. Jahrhundert sind Zitronen in Europa, zunächst in Sizilien und Spanien, seit der zweiten Hälfte des 16. Jahrhunderts auch in Deutschland nachgewiesen. Wilhelmina Jashemski geht allerdings davon aus, dass Zitronen bereits im römischen Reich angebaut wurden. In der 1964 ausgegrabenen Villa der Poppaea Sabina in Oplontis waren sie anhand von Holzresten und der Art des Anbaus nachzuweisen. Zitronen sind laut Jashemski auch auf Wandgemälden in Pompeji abgebildet. Helena Attlee vertritt allerdings die Ansicht, dass es sich dabei um Zitronatzitronen handelte, die durch nach Kalabrien einwandernde Juden dort eingeführt wurden. Dies hatte rituelle Gründe: Beim Laubhüttenfest werden in Anlehnung an das antike Erntedankfest zu den Gottesdiensten in der Synagoge die Arba’a minim getragen. Sie bestehen neben Palmzweig, drei Myrtenzweigen und zwei Bachweidenzweigen auch aus dem Etrog, einer Sorte der Zitronatzitrone. Die im Anbau robustere Bitterorange und später auch die schwieriger zu kultivierende Zitrone wurden auf Sizilien erst nach dem Jahre 831 infolge der arabischen Eroberungen eingeführt. Mit den regnerischen Wintern und den trockenen Sommern ist Sizilien für den Anbau von Zitrusfrüchten eigentlich nicht prädestiniert. Aufbauend auf den noch vorhandenen Bewässerungssystemen aus römischer Zeit entwickelten arabische Siedler jedoch Bewässerungsmethoden, die den Anbau erlaubten. Ibn Hauqal, der auf seinen weiten Reisen auch Sizilien besuchte, beschreibt in seinem 977 niedergeschriebenen Buch vom Bild der Erde auch die umfangreichen Gärten, in denen aufgrund der eingeführten Bewässerungsmethoden Orangen- und Zitronenbäume standen.
Im Mittelalter war die Verwendung von Zitronen in der Küche auf den äußersten Süden Europas begrenzt. Noch im 16. Jahrhundert war Zitronensaft als Würze für Fisch oder Geflügel am Hofe des englischen Königs Heinrich VIII. eine Novität.

### Renaissance

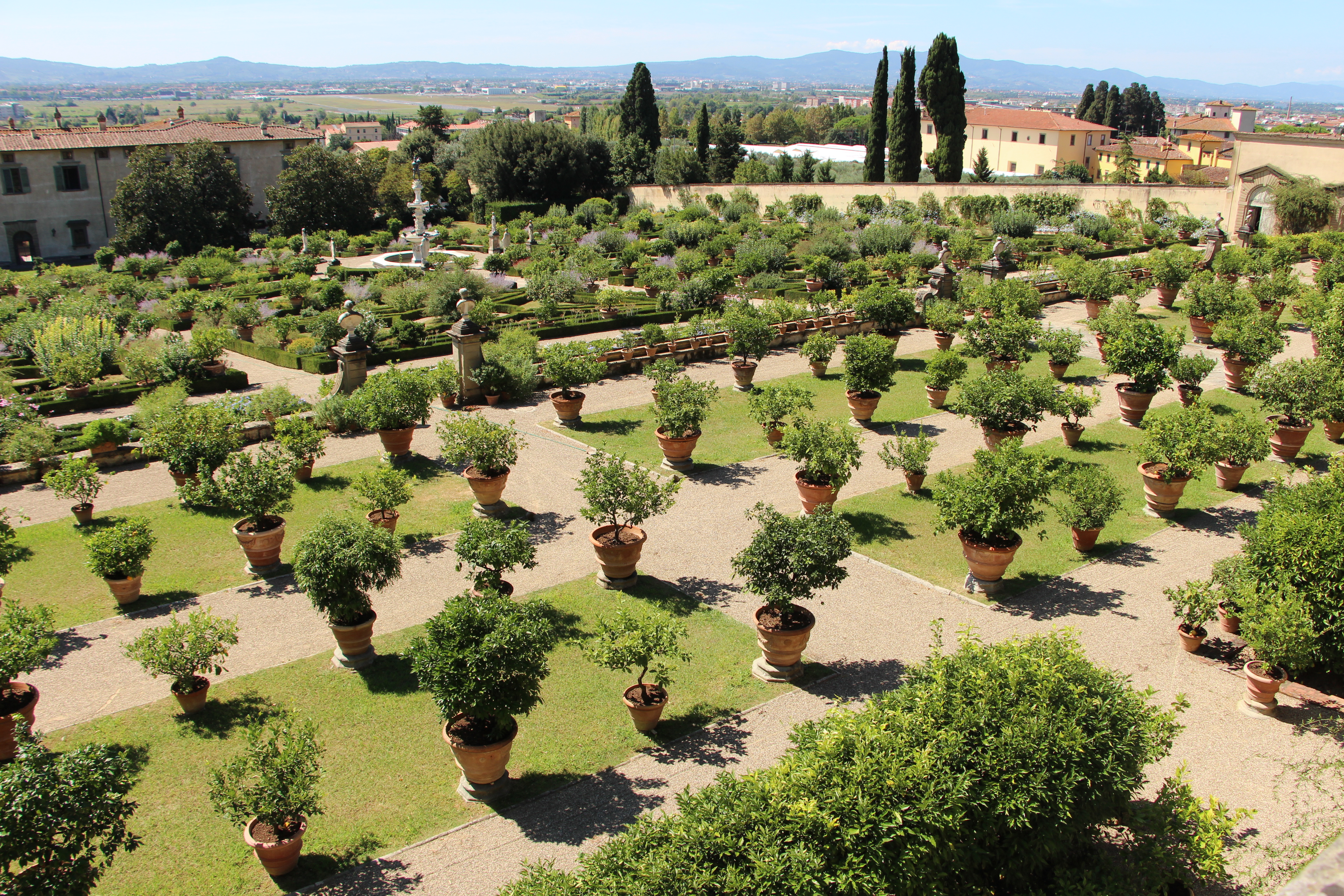
Die Zitrusfruchtsammlung der Villa Medici von Castello, die auf das Jahr 1537 zurückgeht

Wohlhabende italienische Familien verfügten bereits im 16. Jahrhundert und damit in der Renaissance über spezielle Sammlungen von Zitruspflanzen, in denen vergleichbar einem Kuriositätenkabinett auch ausgefallenere Sorten und Mutationen gepflegt wurden. Als besonders herausragend galt die Sammlung der Familie Medici, die auf das Jahr 1537 zurückgeht, dem Jahr, in dem Cosimo I. de’ Medici an die Macht kam und damit begann, den Landsitz der Familie, Villa Medici von Castello, umzubauen. Der mit der Gartengestaltung beauftragte Niccolò Tribolo nutzte Zitruspflanzen, die die goldenen Äpfel der Hesperiden aus der antiken Heraklessage symbolisierten, um eine Verbindung zwischen der Medici-Familie und den heroischen Tugenden von Herakles zu unterstreichen. Zunächst wurden im Garten der Villa nur Zitruspflanzen gepflegt, die auf Sizilien und im Süden Italiens regelmäßig angebaut wurden, aber bereits unter Francesco I. de’ Medici wurden auch zunehmend ausgefallenere Sorten gepflegt. Der französische Naturforscher Pierre Belon, der im Zeitraum zwischen 1546 und 1549 den Garten besuchte, beschreibt ihn als einen Garten, der wie ein Teppich mit Orangen und Zitronenpflanzen bestückt sei. Winterlichen Schutz fanden die empfindlichen Zitruspflanzen im Norden der Toskana im sogenannten limonaia (wörtlich übersetzt: Zitronenhaus), der italienischen Abwandlung der Orangerie. Der italienische Renaissancegarten fand zwar in Frankreich, Deutschland und England Nachahmer, allerdings zunächst mehr in seinen gestalterischen Elementen als mit seinen Bepflanzungen.
Auf die vergleichsweise geringe Rolle, die die Zitrone in der Renaissanceküche spielte, weist das Kochbuch Opera von Bartolomeo Scappi hin. Scappi trat 1534 unter Papst Paul III. in den Dienst der vatikanischen Küche und arbeitete bis 1576 als Leibkoch für mehrere Päpste: Julius III., Paul IV. und Pius IV., Pius V. und Gregor XIII. Mit seinem 1570 erschienenen Kochbuch „Opera“ überlieferte er rund 1000 Rezepte der Renaissance-Küche der Nachwelt. Scappi nutzte überwiegend Bitterorangen in seinen Rezepten.

### Barock

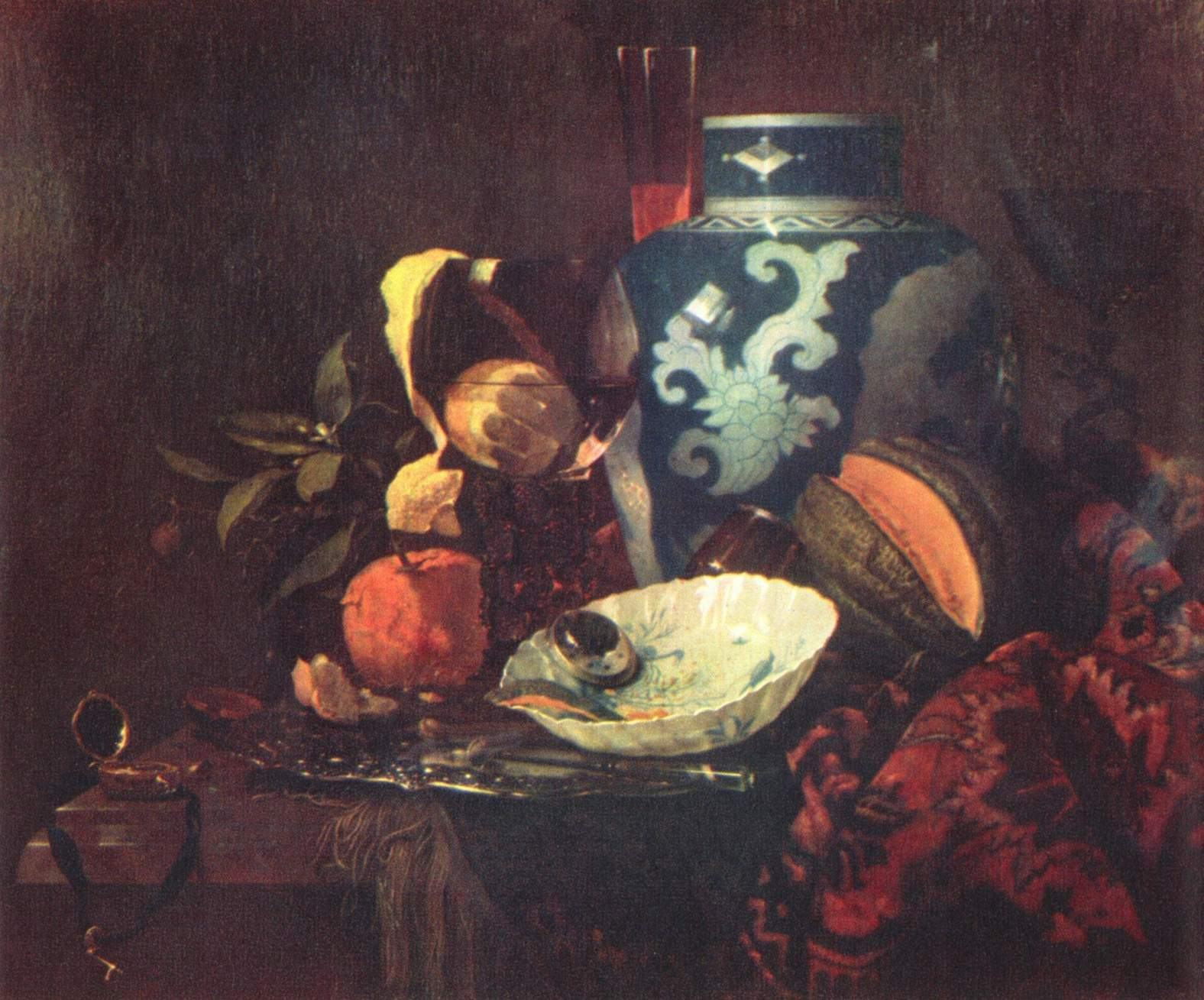
Willem Kalf: Stillleben, ca. 1660

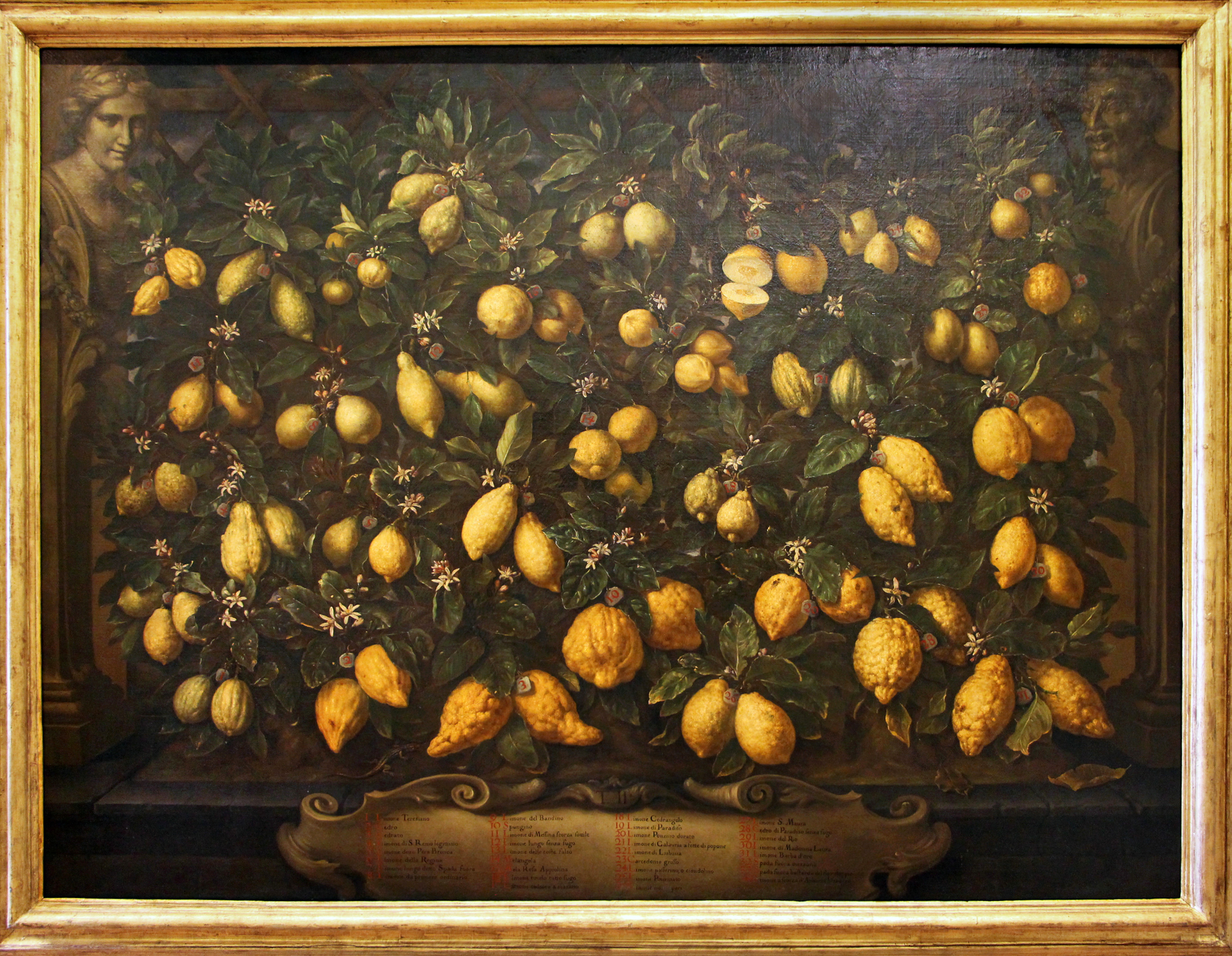
Bartolomeo Bimbi, 1715, Zitronen und Zitronatzitronen.

Der Barockgarten entwickelte sich aus dem Renaissancegarten, die frühesten Barockgärten entstanden in Frankreich. Fürstliche Barockgärten hatten eine repräsentativere Funktion als die Renaissancegärten: Zitronenpflanzen waren ihrer Symbolik als Äpfel der Hesperiden, als Zeichen der Unsterblichkeit (gleichzeitig Blühen und Fruchttragen) aber auch wegen ihres Duftes und Geschmacks beliebt. Im 17. und 18. Jahrhundert entstand eine regelrechte Orangeriekultur auch in den nördlicheren Ländern Europas.
In die Barockzeit fällt auch der erste groß angelegte Versuch, die schwierige Taxonomie der Zitrusfrüchte aufzuarbeiten. Der Jesuit und Botaniker Giovanni Baptista Ferrari gab 1646 „Hesperides, sive, De Malorum aureorum cultura et usu“ (Hesperides, oder, die Kultivierung und Nutzung der goldenen Äpfel) heraus. Die Gartenhistorikerin Helena Attlee nennt es ein typisches Produkt der wissenschaftlichen Revolution, die sich von der bis dahin akzeptierten Weltsicht der Antike trennte und die Basis für die moderne Naturwissenschaft legte. Statt antiker Texte nutzte Ferrari die Empirie: Unterstützt von seinem Freund Cassiano Dal Pozzo sandte er Fragebogen an Anbauer von Zitrusfrüchten in ganz Italien. Unter den Empfängern waren Fürsten, Kardinäle, Bauern und Gärtner. Es ist vermutlich dal Pozzos Verbindungen zu verdanken, dass Ferrari auf seine Fragen auch so zahlreiche Antworten erhielt. Er fragte nach dem Namen der Pflanze, der Herkunft des Namens, dem Aussehen des Baums, der Blätter, der Blüte und der Frucht sowie deren Verwendung. In seiner Auswertung teilte Ferrari Zitruspflanzen in drei strenge Kategorien ein: Zitronatzitronen, Zitronen und Orangen. Illustriert wurde das Werk durch den dänischen Maler und Grafiker Cornelius Bloemaert, der in Rom lebte und arbeitete.
In der bildenden Kunst erscheinen Zitronen seit dem späten 16. Jahrhundert als Bestandteile von Dessert- oder Frühstücksstillleben. Willem Kalf (1619–1693) oder Jan Davidsz de Heem (1606–1683/84) zeigten kunstvoll spiralig geschälte Zitronen neben oder in kostbare Pokalen und Gläsern. Die geschälten Zitronen wurden in den Wein gelegt, um ihn zu aromatisieren. In zahlreichen Rezepten der frühen Neuzeit werden Zitronen oder Zitronensaft verwendet. So sollen nach einer „Underweisung, wie man nach Französischer Art ein großes Panquet anstellen solle“ aus dem Jahr 1679 zu knusprig gebratenem Wild und Geflügel „in kleinen Schüsseln auffgesetzt, Pommerantzen, Citronen, Oliven und dergleichen“ gereicht werden. Der Berliner Botaniker Johann Sigismund Elsholtz erwähnt Zitrusfrüchte, darunter auch Zitronen, 1682 in seinem Diäteticon, einem Koch- und Diätbuch.
Von besonderem gartengeschichtlichem Wert sind die Gemälde von Zitrusfrüchten, die Bartolomeo Bimbi zwischen 1699 und 1715 für Cosimo III. de’ Medici anfertigte und die für die Villa Medici La Topaia bestimmt waren. Bimbi sollte jede Frucht darstellen, die in der Toskana angebaut wurde. Er malte vier Gemälde, die insgesamt 116 sorgfältig bezeichnete Sorten von Zitrusfrüchten darstellen.

### 18. und 19. Jahrhundert

#### Zitronen und der Skorbut

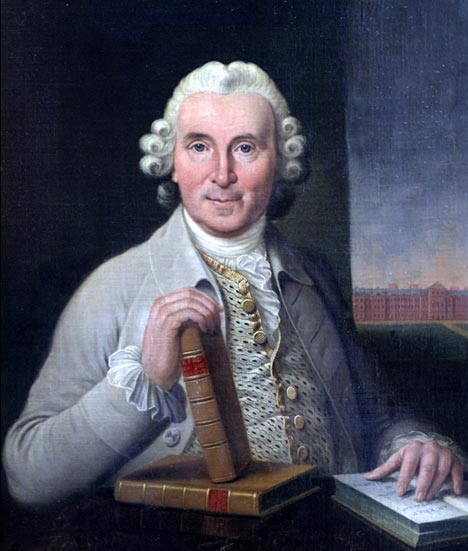
Der schottische Schiffsarzt James Lind, der in einer der weltweit ersten klinischen Studien Zitronensaft als Heilmittel für Skorbut entdeckte

Die Vitaminmangelkrankheit Skorbut trat besonders häufig während langer Seereisen auf. Ärzte hatten bereits im 17. Jahrhundert beobachtet, dass der Verzehr von Zitrusfrüchten zu schneller Genesung führte. Vitamine waren noch unbekannt, die Heilwirkung schob man dem Säuregehalt der Früchte zu. Der schottische Schiffsarzt James Lind führte 1747 eine der weltweit ersten klinischen Untersuchungen durch und konnte so den therapeutischen Effekt von Zitronensaft bei der Behandlung von Skorbut nachweisen. Es brauchte allerdings weitere 40 Jahre, bis die britische Admiralität seine Ergebnisse akzeptierte und allen Seeleuten vorschrieb, täglich eine Unze Zucker mit einer Unze Zitronensaft zu sich zu nehmen. Dies hatte dramatische Auswirkungen: Wurden 1780 im Royal Hospital Haslar noch 1457 an Skorbut erkrankte Seeleute aufgenommen, waren es 1806 nur noch zwei. Zitronensaft oder Zitronen, die in Salzwasser konserviert wurden, wurden bald von der Marine zahlreicher Länder als Mittel zur Behandlung von Skorbut adaptiert.
Nach 1845 ersetzte die britische Admiralität die Zitronen aus Sizilien und Malta allmählich durch Limetten, die auf britischen Plantagen der Westindischen Inseln angebaut wurden: Unverändert glaubte man, dass die heilende Wirkung des Zitronensaftes auf seiner Säure beruhte, und Limettensaft war noch saurer als Zitronensaft. Tatsächlich hat frischer Limettensaft nur halb so viel Vitamin C wie Zitronensaft, und aufgrund der Lagerung des in der britischen Marine verwendeten Limettensaftes enthielt dieser nur noch äußerst geringe Mengen an Vitamin C. Dieser Unterschied zwischen Zitronensaft und Limettensaft blieb zunächst unentdeckt, da die um die Mitte des 19. Jahrhunderts zunehmend eingesetzten Dampfschiffe zur Folge hatten, dass Seeleute in der Regel zu kurz auf hoher See waren, um Skorbut zu entwickeln. Ausnahmen davon stellten die Seeleute auf Walfängern oder auf Polarexpedition dar. Der entscheidende Unterschied zwischen Zitronen- und Limettensaft wurde bereits 1875 auf der von George Nares geleiteten britischen Arktis-Expedition offengelegt. Nares versuchte den Nordpol über Grönland zu erreichen, die Expedition musste aber abgebrochen werden, nachdem die Expeditionsmitglieder an Skorbut erkrankt waren, obwohl sie alle täglich die vorgeschriebene Limettensaftration zu sich nahmen. Dies führte jedoch keineswegs zu einer Änderung der Vorschriften: Von Skorbut betroffen waren auch die Jackson-Harmsworth-Expedition 1894–1897, Scotts Discovery-Expedition 1901–1904 und die Terra-Nova-Expedition 1910–1913. Vitamin C als die entscheidende Wirkkomponente wurde erst ab dem Jahre 1928 durch den Ungarn Albert Szent-Györgyi und den Amerikaner Charles Glen King entdeckt.

#### Sizilien: Zitronen und Mafia
Sizilien entwickelte sich im 19. Jahrhundert zu einem Hauptproduzenten von Zitronen. Die britische Admiralität bezog im 18. Jahrhundert zunächst noch ihren Zitronensaft aus Spanien, nach der Seeschlacht bei Abukir und der nachfolgenden Eroberung Maltas durch britische Truppen im Jahre 1798 wurden Malta und Sizilien zu den Hauptlieferanten. Als um die Mitte des 19. Jahrhunderts die britische Admiralität auf den billigeren Limettensaft der Westindischen Inseln umstellte, bestanden zwischen Sizilien und Nordamerika bereits so umfangreiche Handelsbeziehungen, dass dies keine weitreichenden Folgen für die sizilianische Wirtschaft hatte: Die ersten Zitronen aus Sizilien wurden 1807 nach Nordamerika verschifft und im Jahr 1830 liefen ganzjährig Schiffe beladen mit Orangen und Zitronen aus Sizilien in New York ein.

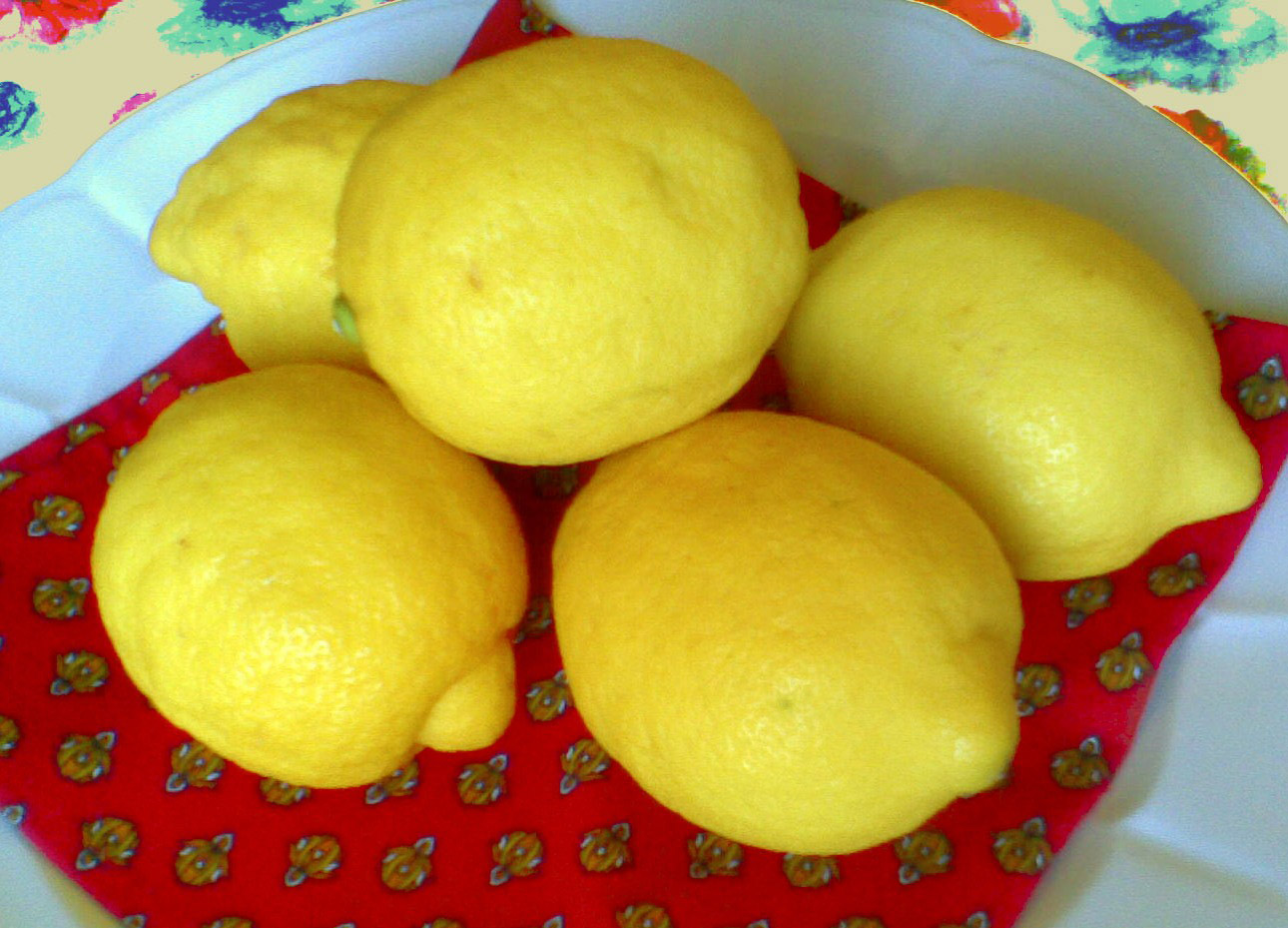
Zitronen der Sorte 'Primofiore' aus Sizilien

Der Anbau von Zitronen war wegen der höheren Produktionsmenge wirtschaftlicher als der Anbau von Orangen. Zitronen überstanden außerdem auch die Überfahrt nach Nordamerika besser: Vor dem Beginn der Dampfschifffahrt benötigte ein Segelfrachter von Messina oder Palermo bis nach New York durchschnittlich 45 Tage. Entsprechend entfielen zwei Drittel der Zitrusproduktion Siziliens auf Zitronen. Die Gewinnmarge aus diesem Anbau war im Jahre 1860 außerdem höher als jede andere landwirtschaftliche Produktion Europas. Zum Zentrum des Anbaus auf Sizilien entwickelte sich die etwa 100 Quadratkilometer große Ebene Conca d’Oro, in der auch die Stadt Palermo liegt.
Es waren jedoch umfangreiche Investitionen notwendig, bevor auf den armen und häufig steinigen Böden der Conca d’Oro Zitrusfrüchte angebaut werden konnten. Häufig musste er zunächst mit Opuntien bepflanzt werden, um den Boden zu lockern. Mauern mussten um die Plantagen gezogen werden, um die jungen Bäume sowohl vor kalten Winden als auch vor Dieben zu schützen, Brunnen mussten gegraben und Bewässerungssysteme installiert werden, Wege zu den Plantagen gebaut und dort Schuppen errichtet werden, um Werkzeuge und geerntete Früchte zu lagern. Waren die Bäume gepflanzt, dauerte es etwa acht Jahre, bis sie Früchte in nennenswerter Zahl trugen. In diesem Umfeld entstanden jene Formen der Schutzgelderpressungen, die heute mit der Mafia assoziiert werden. Es waren die wohlhabenderen unter den Zitronenanbauern, die ihren Nachbarn anboten, ihre Plantagen mit zu bewachen, die ihnen gegen Zahlung von Geld den Zugang zu Wasser sicherten und die es auch von Zahlungen abhängig machten, ob die Ernte rechtzeitig auf die Schiffe nach Nordamerika geladen wurde oder unbeachtet an den Hafendocks liegen blieb.

## Verwendung
Zitronen werden vor allem als Nahrung, aber auch als Zierpflanze verwendet. Vereinzelt wurde Zitronensaft als Verhütungsmittel verwendet.
Neben dem Saft wird die abgeriebene Schale der Zitrone gerne als aromatisierende Zutat in der Küche und beim Backen verwendet, siehe Zitronengelb. Zum Verzehr geeignet ist nur die Schale einer unbehandelten Zitrone; Zitrusfrüchte werden vor dem Transport meist mit einer wachsartigen Schutzschicht überzogen und mit Konservierungsmitteln wie 2-Phenylphenol (E231) oder Thiabendazol (E233) besprüht. Früher kam auch Biphenyl (E230) zum Einsatz. Der Verzehr solcher Schalen gilt als ungesund. Unbehandelte Zitronenschalen werden zu Zitronenöl weiterverarbeitet.
Die manchmal als „Zitronenblätter“ bezeichneten Blätter der Kaffernlimette werden vor allem in der thailändischen Küche gebraucht.

### Inhaltsstoffe
| Strukturformeln einiger Verbindungen, die für Zitronen charakteristisch sind |
| ---------------------------------------------------------------------------- |
| Zitronensäure – mitverantwortlich für den sauren Geschmack                   |
| Limonen (R)- und (S)-Form – Zu 65 % verantwortlich für den Zitronenduft      |
| Citral (Geranial + Neral) – Zu 5 % verantwortlich für den Zitronenduft       |

Wie alle Zitrusfrüchte ist die Zitrone reich an Phosphor und Pektin. 100 Gramm Zitrone enthalten durchschnittlich:
| Energie                 | Wasser  | Fett  | Kalium | Calcium | Magnesium | Phosphor | Vitamin C |
| ----------------------- | ------- | ----- | ------ | ------- | --------- | -------- | --------- |
| 151–235 kJ (35–56 kcal) | 84–90 g | 0,6 g | 149 mg | 11 mg   | 28 mg     | 20 mg    | 51 mg     |
|                         |         |       | 7 %*   | 1 %*    | 9 %*      | 3 %*     | 71 %*     |

* Anteil am Tagesbedarf eines Erwachsenen

### Heilpflanze
Als Heildrogen werden verwendet:
Zitronenöl, d. h. das ätherische Öl aus den frischen Fruchtschalen. Die Zitronenschalen, d. h. die getrocknete bzw. frische äußere Schicht der Fruchtwand.

#### Wirkstoffe
Ätherisches Öl mit Limonen (65–70 %) und dem für den Geruch typischen Citral.
In den Fruchtschalen befinden sich außerdem die bitter schmeckenden Flavonoide Neohesperidin und Naringenin, das nicht bittere Rutin; Hydroxycumarine, Furanocumarine, Zitronensäure und Pektine.

#### Anwendung
Häufig findet man die Zitronenschale in Hausteemischungen bzw. in Früchtetees. Die Verwendung des ätherischen Öls erfolgt vor allem als Geschmacks- und Geruchskorrigens, in Einreibungen zuweilen auch als leichtes Hautreizmittel. Isolierte Citrus-Flavonoide sind in Präparaten gegen Venenerkrankungen und in solchen gegen grippale Infekte enthalten.

### Zierpflanze
Zitronenbäume gedeihen auch in Mitteleuropa; früher waren sie fester Bestandteil von Orangerien. Eine Besonderheit des Zitronenbaums ist, ganzjährig gleichzeitig Blüten wie Früchte zu tragen. Von Mitte Mai bis zum ersten Frost sollte die Zitrone an einem windgeschützten Platz im Freien stehen. Im Winter muss die Temperatur an die Lichtverhältnisse angepasst werden. Werden die Zitronenbäume hell, aber kalt gestellt, so haben die Blätter zwar noch ausreichend Licht zur Photosynthese, allerdings stellen die Wurzeln bereits bei 12,5 °C die Aktivität beinahe vollständig ein. Dies hat zur Folge, dass der Baum die Blätter nicht mehr ausreichend versorgen kann und sie infolgedessen abwirft. Es kommt zur sogenannten „Abszission“. Als häufige Schädlinge kommen Schildläuse vor.

## Anbau und Sorten

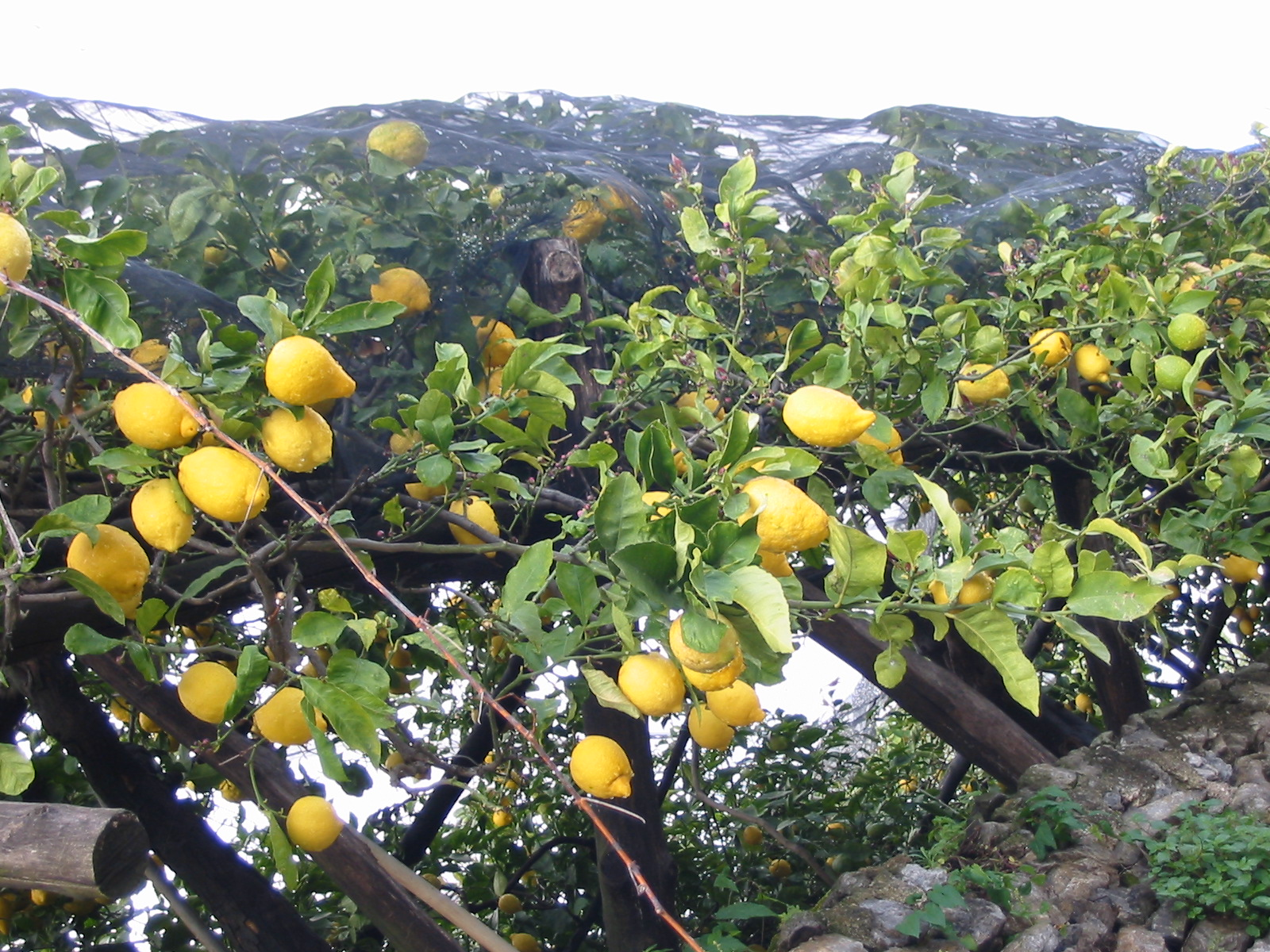
Zitronenanbau an der Amalfi-Küste. Die dort angebaute säurearme Zitronensorte Sfusato Amalfitano wird traditionell mit Pfählen aus Kastanienholz abgestützt.

Zitronen verlangen ein gleichmäßig warmes und feuchtes Klima, sie sind gegen Trockenheit und Kälte empfindlicher als andere kommerziell genutzte Zitrusfrüchte. Unter feuchtwarmen Bedingungen blühen und fruchten sie das ganze Jahr über. Um eine rationelle Ernte zu ermöglichen, werden die Pflanzen oft einer Stressperiode ausgesetzt (die Bewässerung wird eingestellt), nach der es dann zu einer starken Blüte kommt; die Früchte reifen dann etwa gleichzeitig.
Die gärtnerische Vermehrung erfolgt über Stecklinge oder über Mikrovermehrung.
Weit verbreitete Zitronensorten sind Zagara Bianca, Lunario und Feminello Santa Teresa. Wichtige Sorten sind 'Primofiori', 'Verna', 'Interdonato', 'Feminello' und 'Lisbon'. 'Eureka' ist die Hauptsorte im kalifornischen Anbau, die aus Kernen von sizilianischen Zitronen 1858 in Kalifornien gezogen wurde. 'Eureka' hat dunkelgrüne, rundliche Blätter und ist nahezu dornenlos. Sie ist außerdem frühreif, die Früchte haben wenige bis keine Kerne.
- Die Meyer-Zitrone (Citrus × Meyeri, Citrus × limon 'meyeri' bzw. Citrus ×jambhiri 'Meyer') ist eine aus China stammende Zitrusfrucht, deren Entstehung auf eine natürlich entstandene Hybride aus Zitrone und Orange oder Mandarine zurückgeführt wird. Sie wurde 1908 in Peking von dem im Auftrag des Landwirtschaftsministerium der Vereinigten Staaten tätigen US-amerikanischen Pflanzenentdecker Frank Nicholas Meyer gefunden und in die USA gebracht. Die im Vergleich zu der 'Eureka' weniger säurehaltige Zitrone wird seit den 1990er Jahren in den USA zunehmend populärer, nachdem Alice Waters und Martha Stewart sie in ihren Rezepten verwendeten.[37]
- Aus der nur in der Gegend um Amalfi angebauten 'Sfusato Amalfitano' wird u. a. der Limoncello, ein Zitronenlikör, gewonnen. Es ist eine ausgesprochen säurearme Sorte, die an der Amalfi-Küste häufig auch geschält und dünn aufgeschnitten als Salat mit Knoblauch, Olivenöl, Minze und Salz serviert wird. Die Sfusato Amalfitano wird seit dem 12. Jahrhundert angebaut. Der Baum muss gestützt werden, traditionell werden diese Stützen aus Kastanienholz gefertigt, das in den naheliegenden Bergen der Gebirgsgruppe Monti Lattari geschlagen wird.[38]

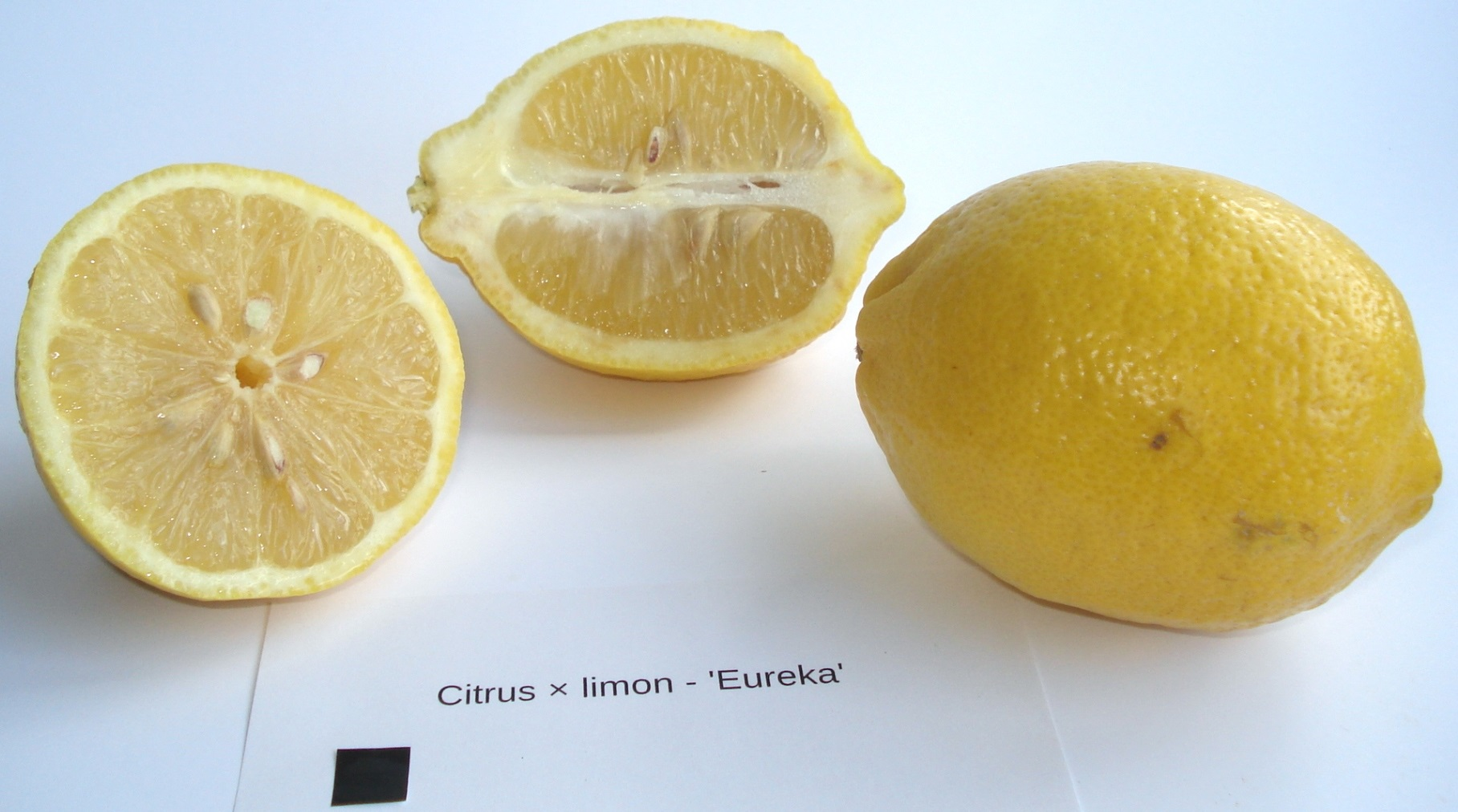
Früchte der Sorte „Eureka“ (das schwarze Quadrat hat eine Kantenlänge von 1 cm)
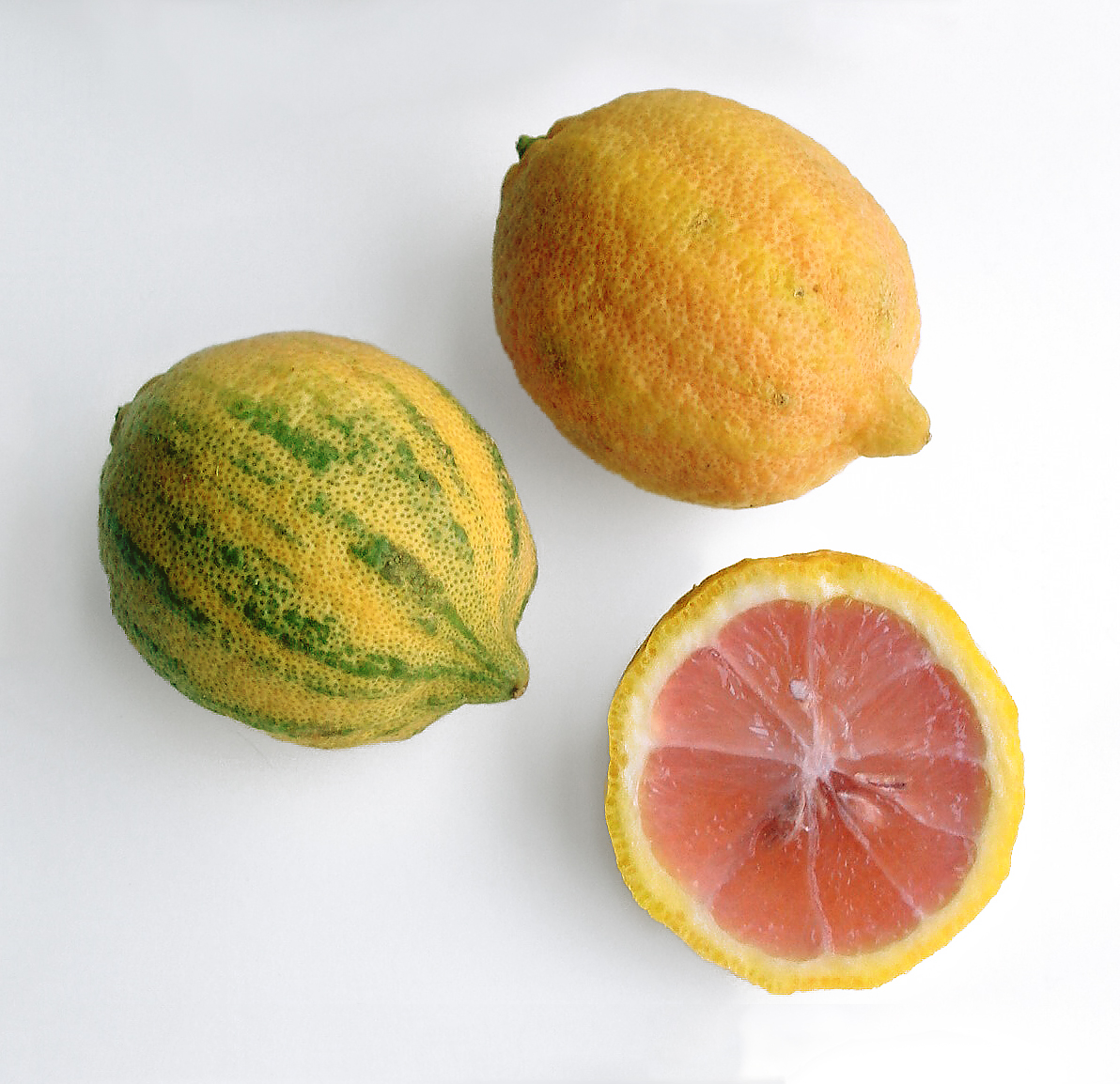
Panaschierte Zitronen („Eureka Rosa“)
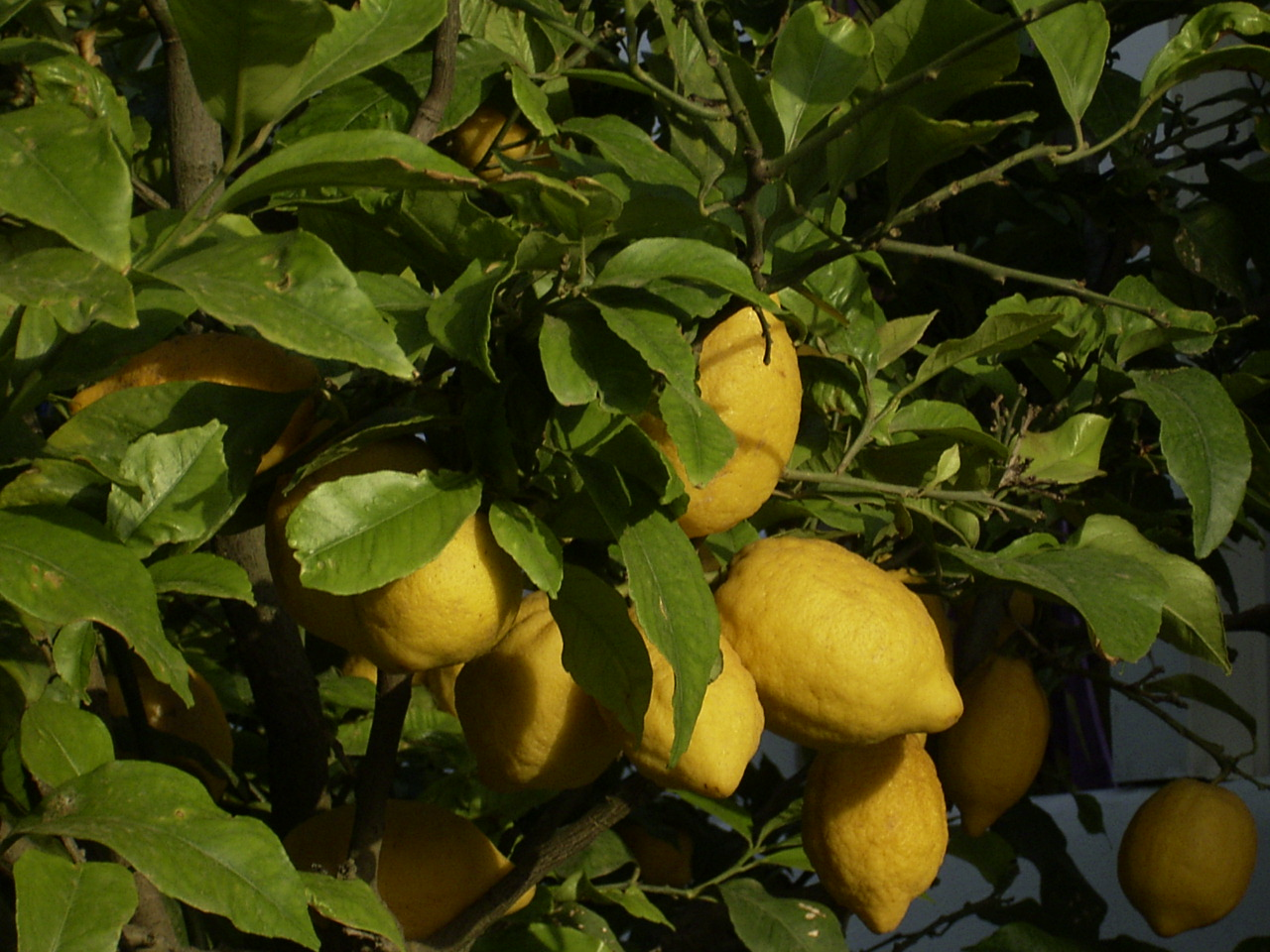
Zitronenbaum (Citrus × limon) in Griechenland
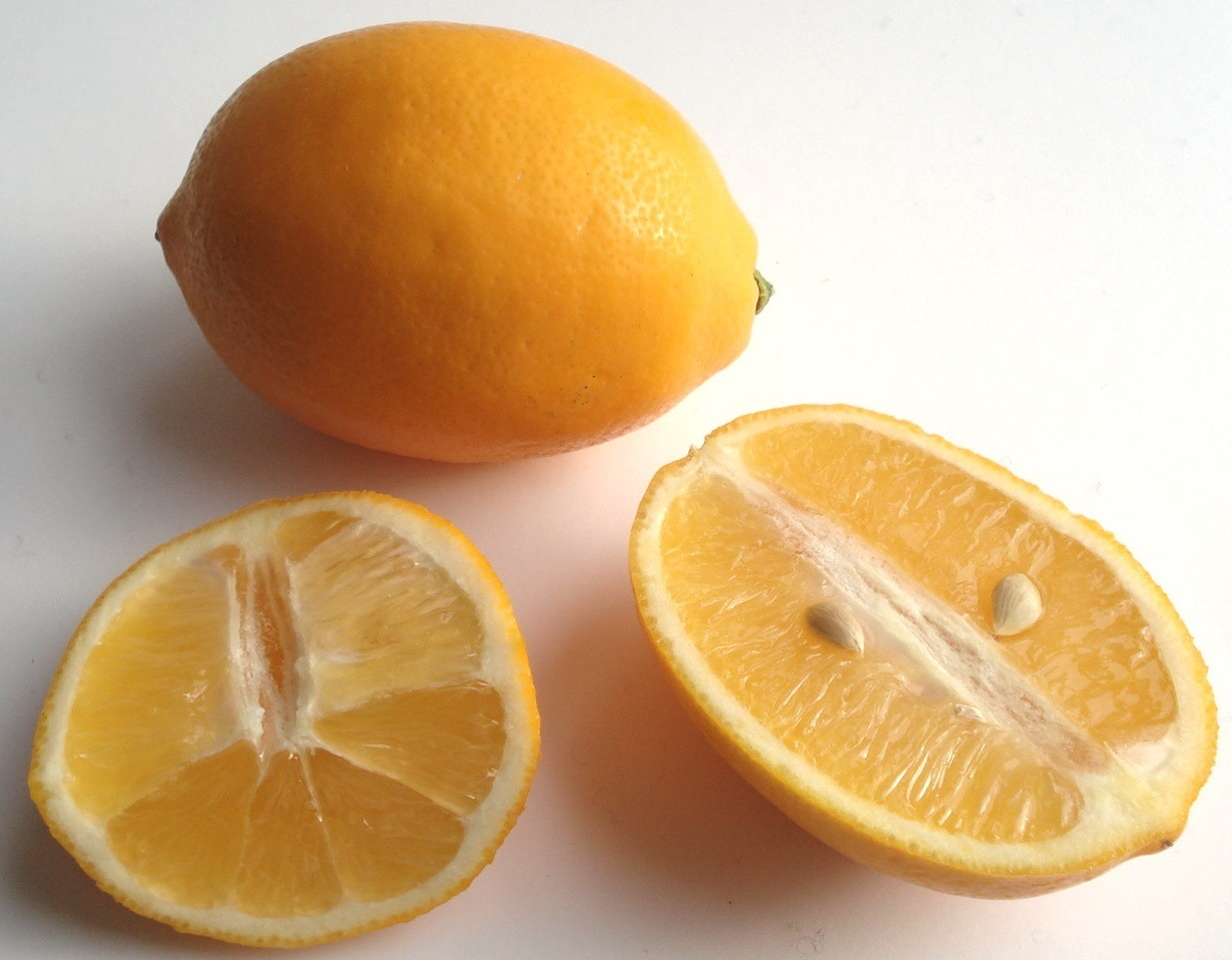
Früchte der Meyer-Zitrone
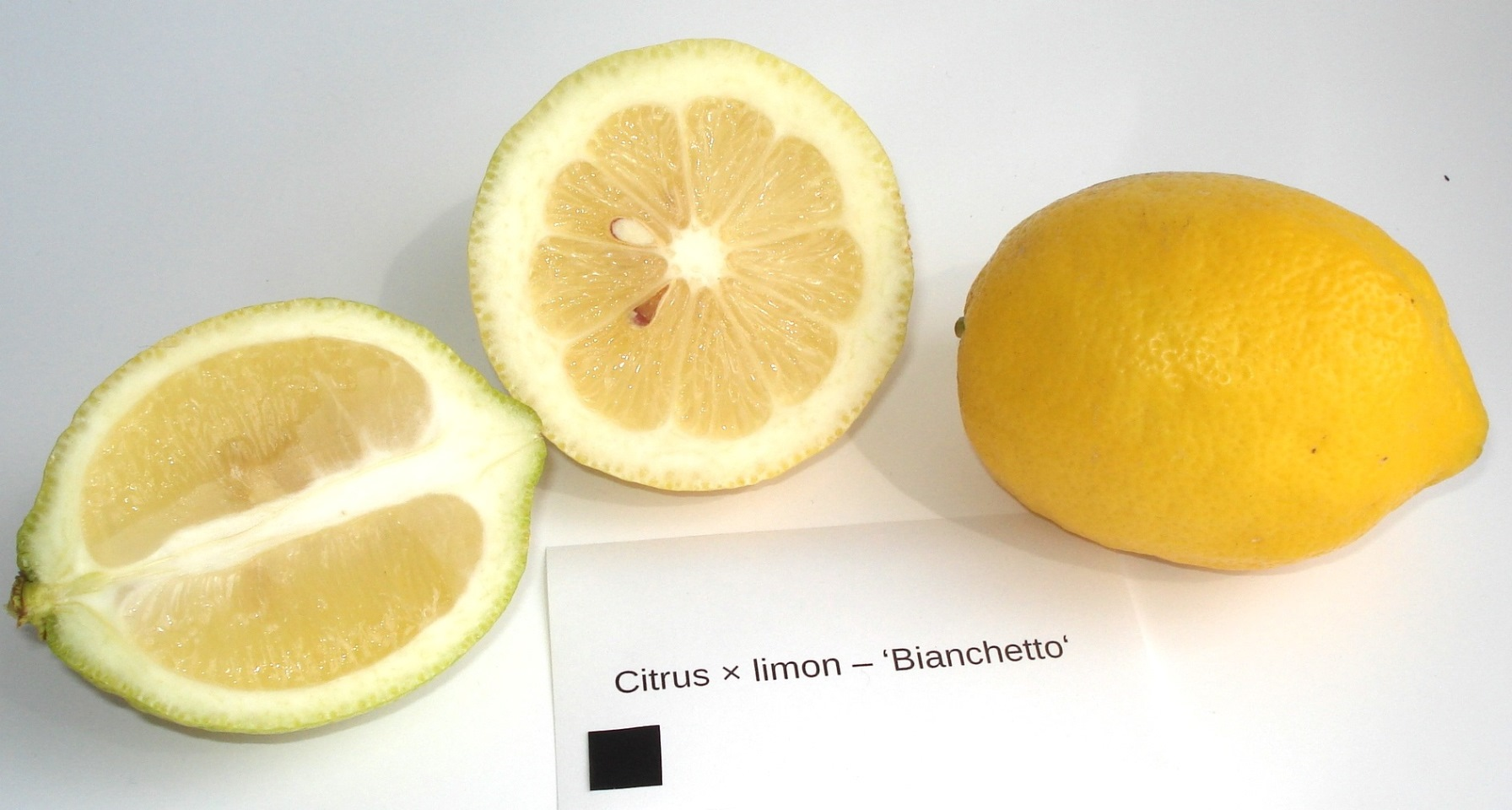
Früchte der Sorte 'Bianchetto' (das schwarze Quadrat hat eine Kantenlänge von 1 cm)
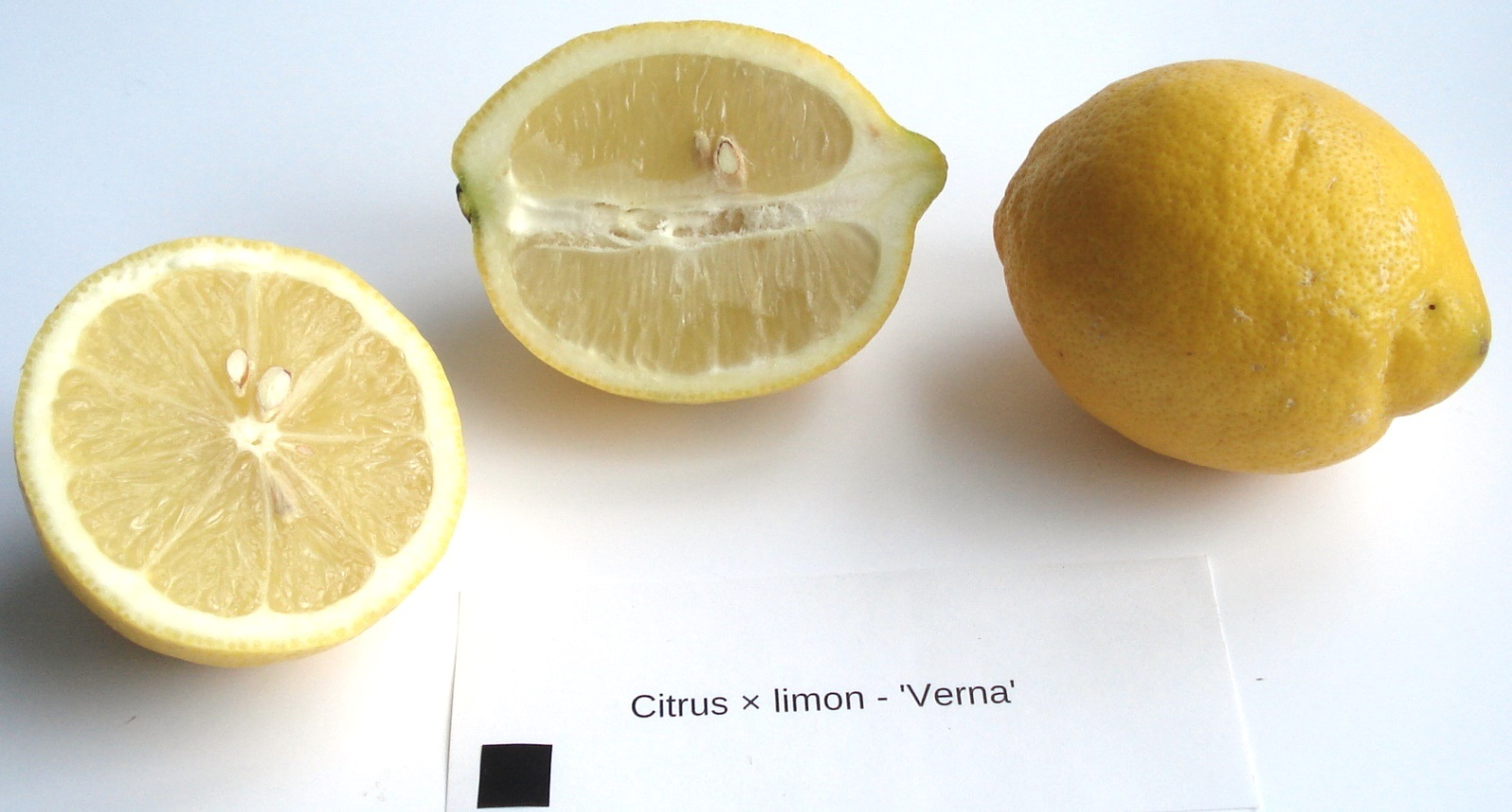
Früchte der Sorte 'Verna' (das schwarze Quadrat hat eine Kantenlänge von 1 cm)
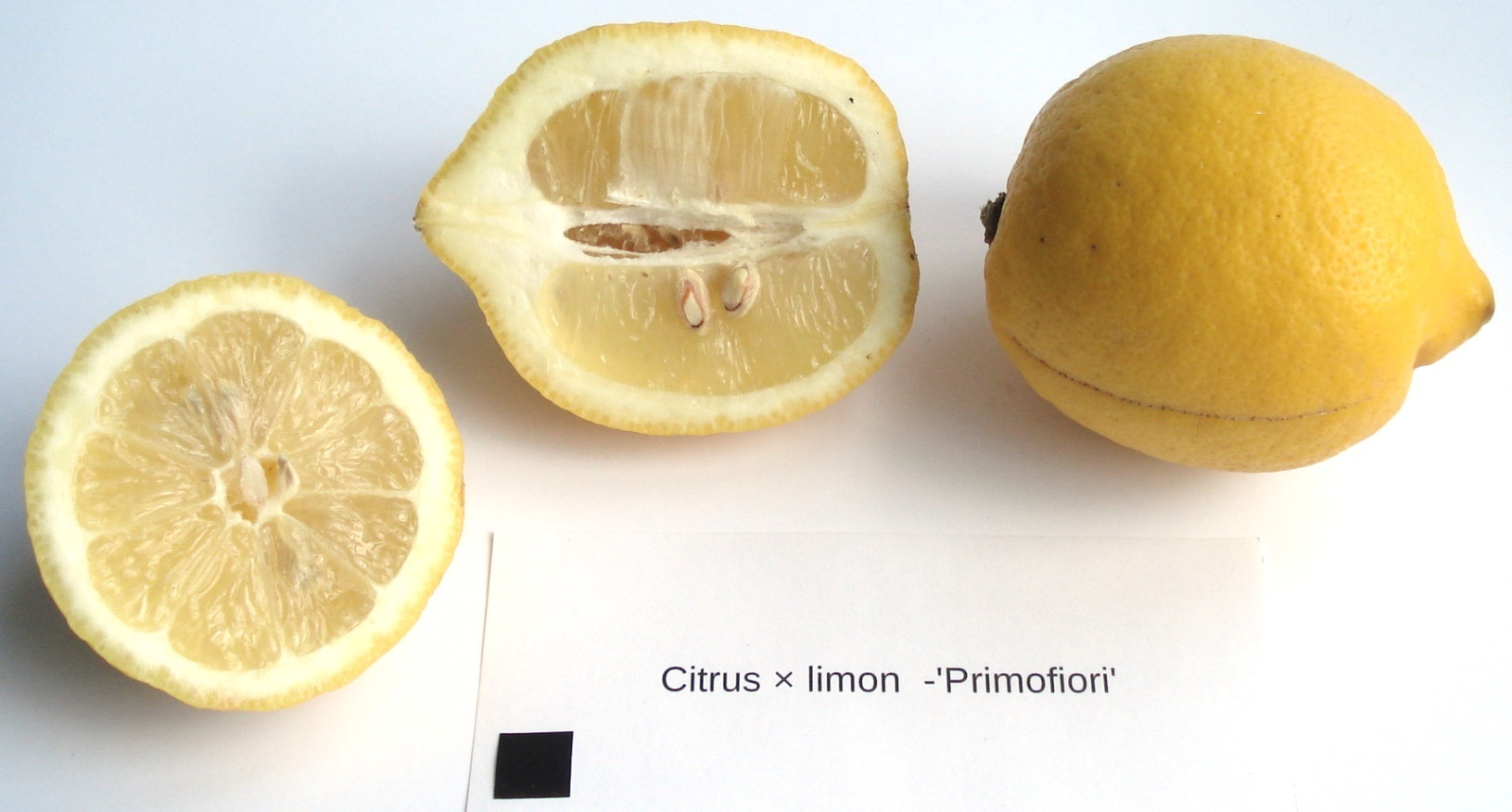
Früchte der Sorte 'Primofiori' (das schwarze Quadrat hat eine Kantenlänge von 1 cm)
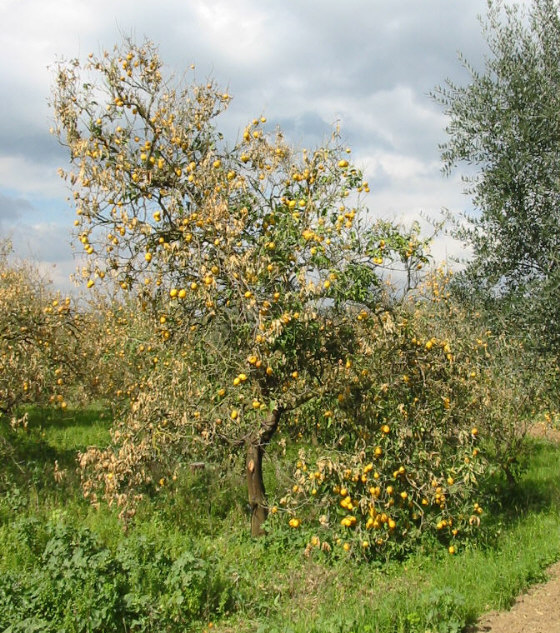
Zitronenbaum auf einer Plantage in Griechenland
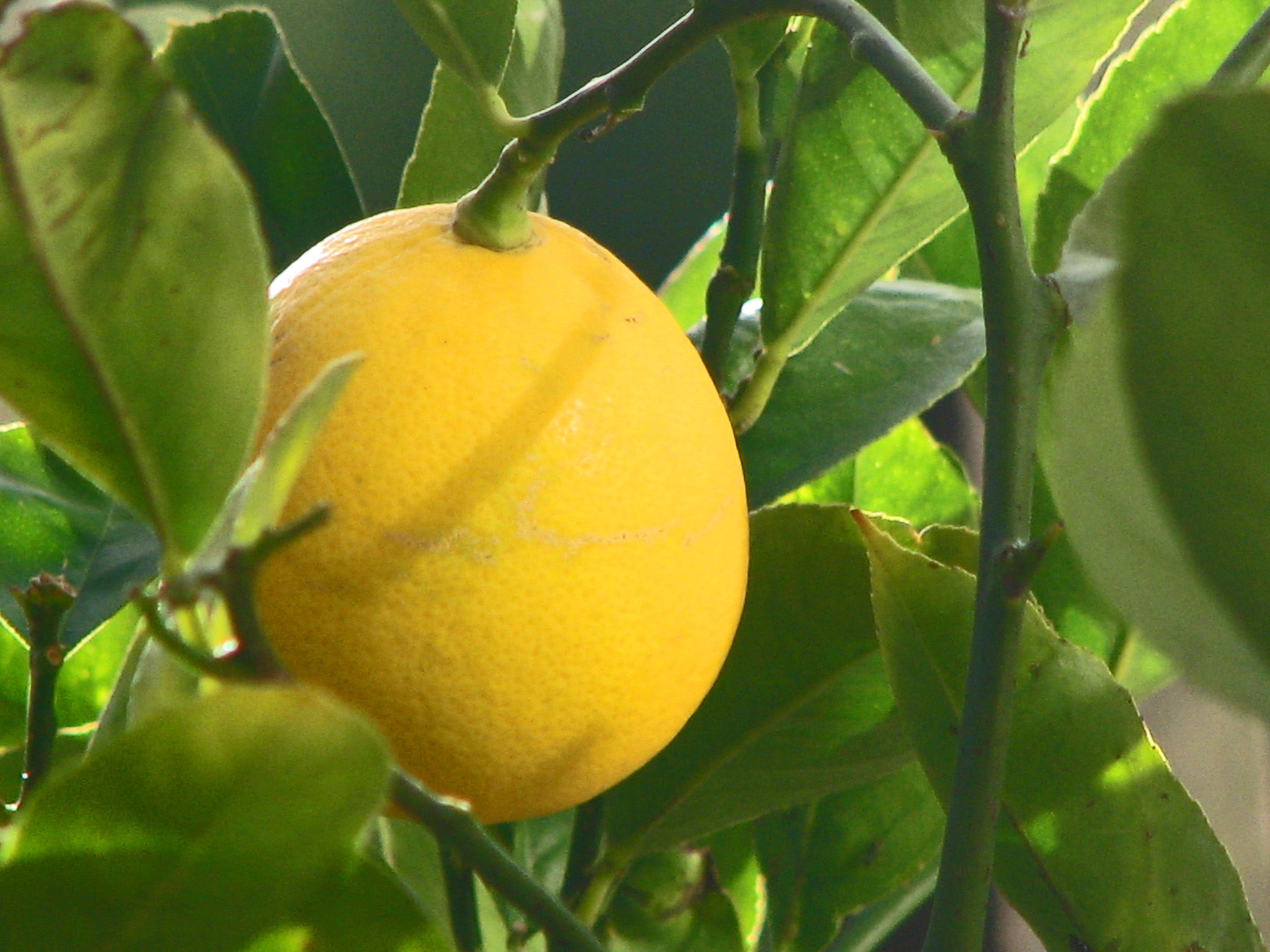
Meyer-Zitrone am Baum
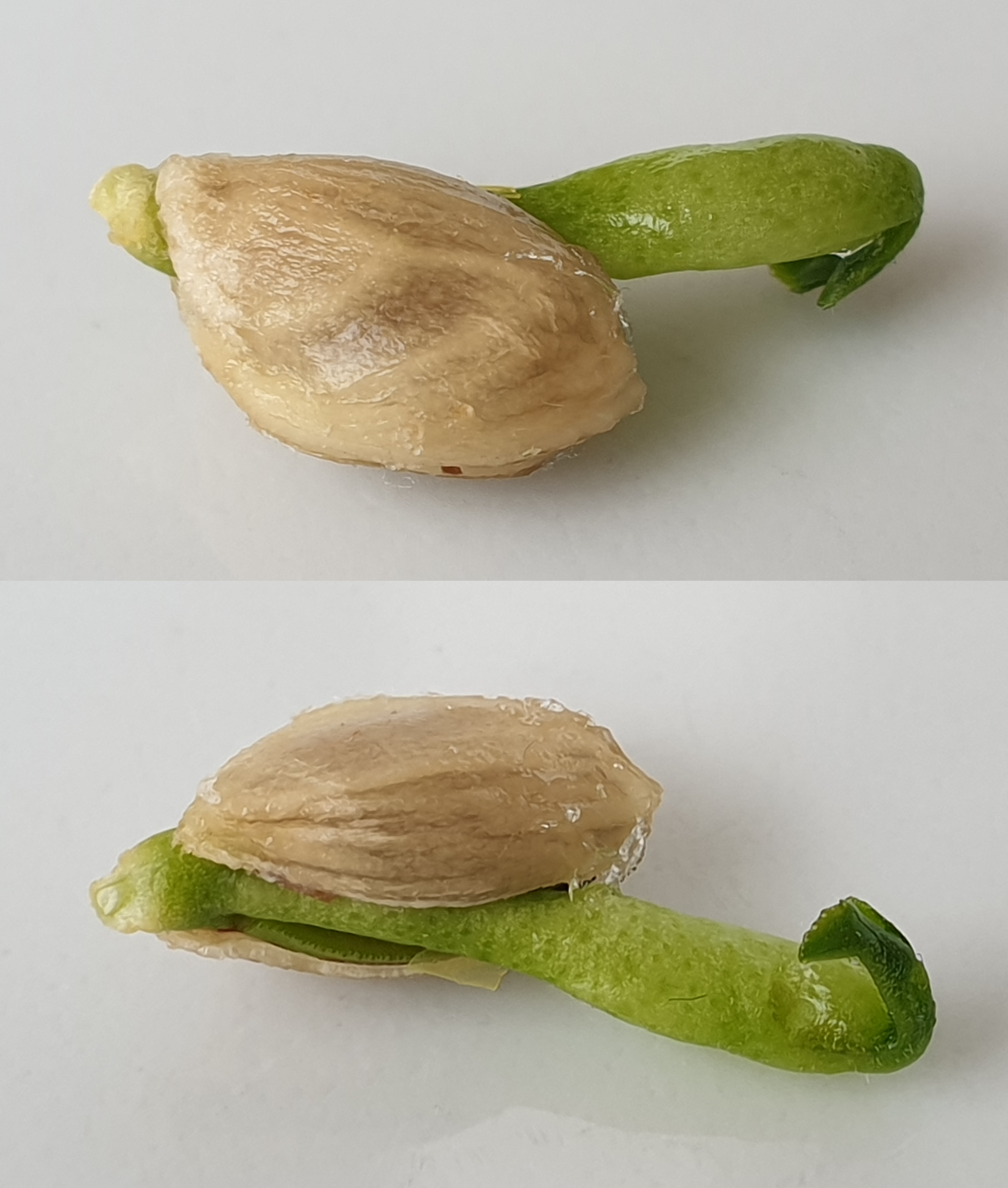
Keim einer Zitrone der Sorte 'Verna'

## Wirtschaftliche Bedeutung
Im Jahr 2022 wurden laut Ernährungs- und Landwirtschaftsorganisation der Vereinten Nationen (FAO) der Vereinten Nationen weltweit 21.529.604 Tonnen Zitronen (einschließlich Limetten) geerntet. Die zehn größten Produzenten ernteten zusammen 80,5 % der Welternte. Die größten europäischen Produzenten waren Spanien und Italien (476.310 t).
| Rang | Land                | Menge (in t) |
| ---- | ------------------- | ------------ |
| 1    | Indien              | 3.776.000    |
| 2    | Mexiko              | 3.102.046    |
| 3    | Volksrepublik China | 2.588.549    |
| 4    | Argentinien         | 1.826.356    |
| 5    | Brasilien           | 1.632.109    |
| 6    | Türkei              | 1.323.000    |
| 7    | Vereinigte Staaten  | 938.030      |
| 8    | Spanien             | 863.240      |
| 9    | Südafrika           | 779.335      |
| 10   | Iran                | 508.349      |
|      | Summe Top Ten       | 17.337.013   |
|      | restliche Länder    | 4.192.591    |

## In Kunst und Kultur
Auswahl in chronologischer Abfolge:
In seinem Gedicht Mignon setzte Johann Wolfgang von Goethe Italien mit dem „Land, wo die Zitronen blühen“ gleich (um 1782).
Wo die Zitronen blühen ist ein Walzer von Johann Strauß Sohn (1874).
Im Werk des Malers Édouard Manet genießt das Motiv der Zitrone eine besondere Beachtung (siehe: Die Zitrone, um 1880).
Die Goldenen Zitronen ist der Name einer Punkband aus Hamburg (gegründet 1984).
Lemon Tree (Zitronenbaum) ist ein Song der Pop-Gruppe Fools Garden (1995).

## Sonstiges
Etwas „ausquetschen wie eine Zitrone“ ist eine gängige deutsche Redewendung für restloses Herauspressen, oder auch das erfolgreiche Ausfragen von jemandem über alle Details eines Vorganges, in Analogie zur üblichen Effizienz des Auspressens einer Zitrone mit einer Zitronenpresse und die damit verbundene Ausübung von Druck.
Der Begriff „Silberne Zitrone“ steht für einen ehemals von der Zeitschrift ADAC Motorwelt verliehenen Negativpreis.
Der Ausdruck, jemand habe „mit Zitronen gehandelt“, beschreibt ein Geschäft oder eine soziale Handlung, die sich zum Nachteil des Handelnden entwickelt oder gewendet hat; siehe auch Zitronensozialismus und „lemons problem“.